# Banogne-Recouvrance
Banogne-Recouvrance  là một xã ở tỉnh Ardennes, thuộc vùng Grand Est ở phía bắc nước Pháp.